# Peyrat-le-Château
Peyrat-le-Château est une commune française située dans le département de la Haute-Vienne en région Nouvelle-Aquitaine.
Ses habitants sont appelés les Castel Peyratois ou, plus succinctement et couramment, les Peyratois.

## Géographie

### Localisation

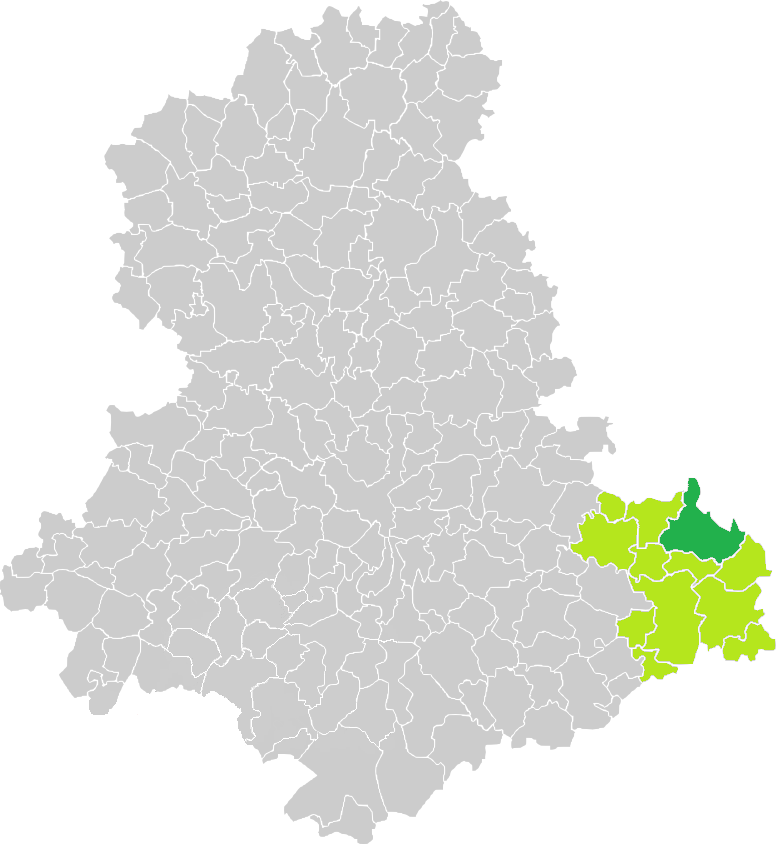
Situation de la commune de Peyrat-le-Château dans le département de la Haute-Vienne.

La commune est limitrophe du département de la Creuse.
Situé à 55 kilomètres au sud-est de Limoges, le chef-lieu de la commune est distant de 7 km du lac de Vassivière.

### Communes limitrophes
|                       | Saint-Junien-la-Bregère (Creuse) | Saint-Martin-Château (Creuse) |
| Saint-Julien-le-Petit | Peyrat-le-Château                | Royère-de-Vassivière (Creuse) |
| Augne                 | Saint-Amand-le-Petit             | Beaumont-du-Lac               |

### Relief et hydrographie
Le territoire abrite notamment un des plus hauts sommets de la Haute-Vienne, le puy de Crozat, atteignant 777 m. La commune de Peyrat-le-Château a une superficie de 53 km2. Le territoire communal est traversé par la rivière la Maulde.

### Climat
Pour des articles plus généraux, voir Climat de la Nouvelle-Aquitaine et Climat de la Haute-Vienne.
Historiquement, la commune est exposée à un climat de montagne.  
En 2020, Météo-France publie une typologie des climats de la France métropolitaine dans laquelle la commune est toujours exposée à un climat de montagne et est dans la région climatique  Ouest et nord-ouest du Massif Central, caractérisée par une pluviométrie annuelle de 900 à 1 500 mm, maximale en automne et en hiver.
Pour la période 1971-2000, la température annuelle moyenne est de 10,5 °C, avec une amplitude thermique annuelle de 14,8 °C. Le cumul annuel moyen de précipitations est de 1 203 mm, avec 12,8 jours de précipitations en janvier et 8,5 jours en juillet. Pour la période 1991-2020, la température moyenne annuelle observée sur la station météorologique la plus proche, située sur la commune d'Eymoutiers à 9 km à vol d'oiseau, est de 11,4 °C et le cumul annuel moyen de précipitations est de 1 170,3 mm,. Pour l'avenir, les paramètres climatiques de la commune estimés pour 2050 selon différents scénarios d’émission de gaz à effet de serre sont consultables sur un site dédié publié par Météo-France en novembre 2022.

## Urbanisme

### Typologie
Au 1er janvier 2024, Peyrat-le-Château est catégorisée commune rurale à habitat dispersé, selon la nouvelle grille communale de densité à sept niveaux définie par l'Insee en 2022.
Elle est située hors unité urbaine et hors attraction des villes,.
La commune, bordée par un plan d’eau intérieur d’une superficie supérieure à 1 000 hectares, le lac de Vassivière, est également une commune littorale au sens de la loi du 3 janvier 1986, dite loi littoral. Des dispositions spécifiques d’urbanisme s’y appliquent dès lors afin de préserver les espaces naturels, les sites, les paysages et l’équilibre écologique du littoral, tel le principe d'inconstructibilité, en dehors des espaces urbanisés, sur la bande littorale des 100 mètres, ou plus si le plan local d’urbanisme le prévoit.

### Occupation des sols
L'occupation des sols de la commune, telle qu'elle ressort de la base de données européenne d’occupation biophysique des sols Corine Land Cover (CLC), est marquée par l'importance des forêts et milieux semi-naturels (60,4 % en 2018), une proportion sensiblement équivalente à celle de 1990 (61 %). La répartition détaillée en 2018 est la suivante : 
forêts (53 %), prairies (21,1 %), zones agricoles hétérogènes (13,5 %), milieux à végétation arbustive et/ou herbacée (7,5 %), eaux continentales (2,2 %), zones urbanisées (2,1 %), espaces verts artificialisés, non agricoles (0,7 %). L'évolution de l’occupation des sols de la commune et de ses infrastructures peut être observée sur les différentes représentations cartographiques du territoire : la carte de Cassini (XVIIIe siècle), la carte d'état-major (1820-1866) et les cartes ou photos aériennes de l'IGN pour la période actuelle (1950 à aujourd'hui).

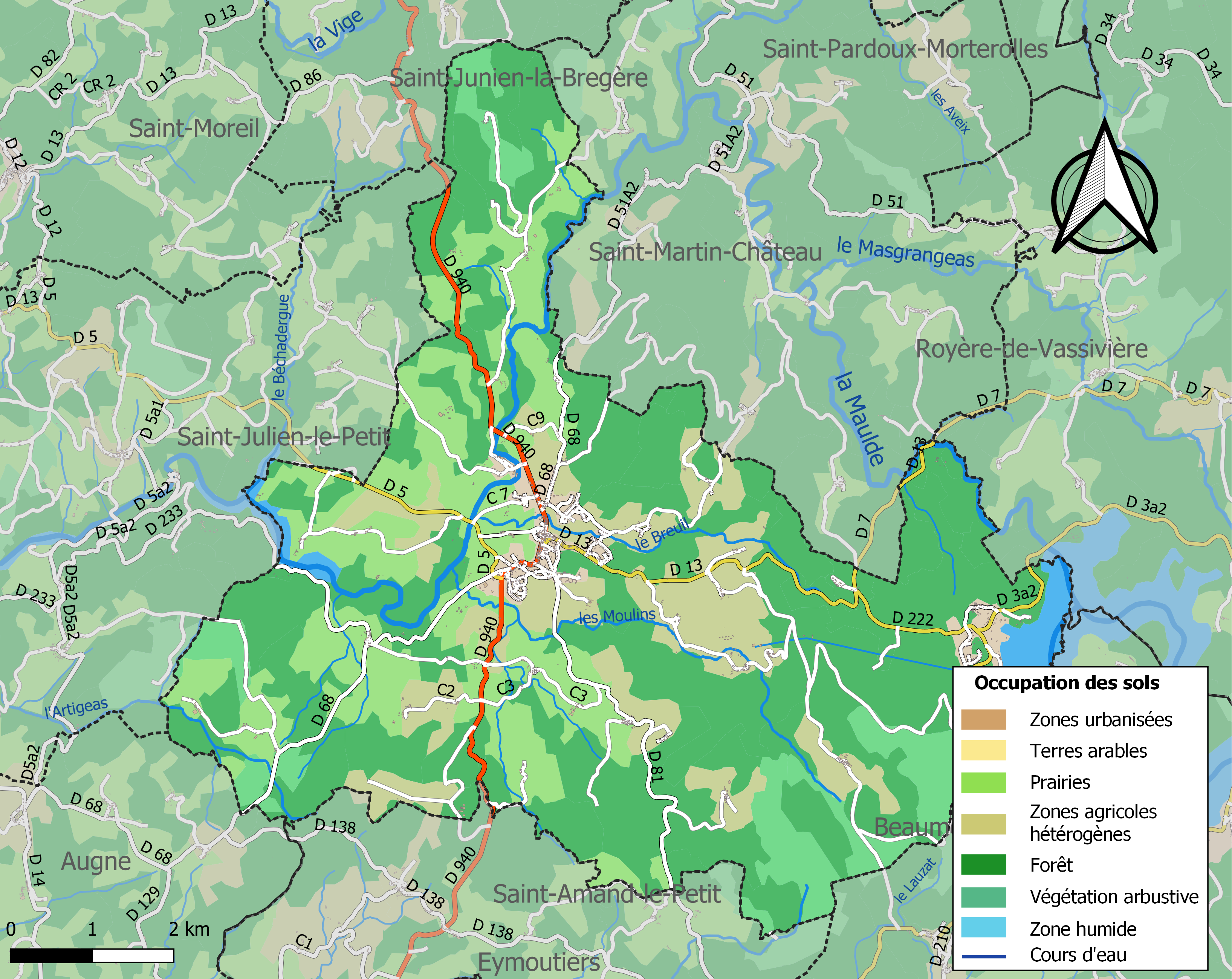
Carte des infrastructures et de l'occupation des sols de la commune en 2018 (CLC).

### Risques majeurs
Le territoire de la commune de Peyrat-le-Château est vulnérable à différents aléas naturels : météorologiques (tempête, orage, neige, grand froid, canicule ou sécheresse) et séisme (sismicité faible). Il est également exposé à un risque technologique, la rupture d'un barrage, et à un risque particulier : le risque de radon. Un site publié par le BRGM permet d'évaluer simplement et rapidement les risques d'un bien localisé soit par son adresse soit par le numéro de sa parcelle.

#### Risques naturels

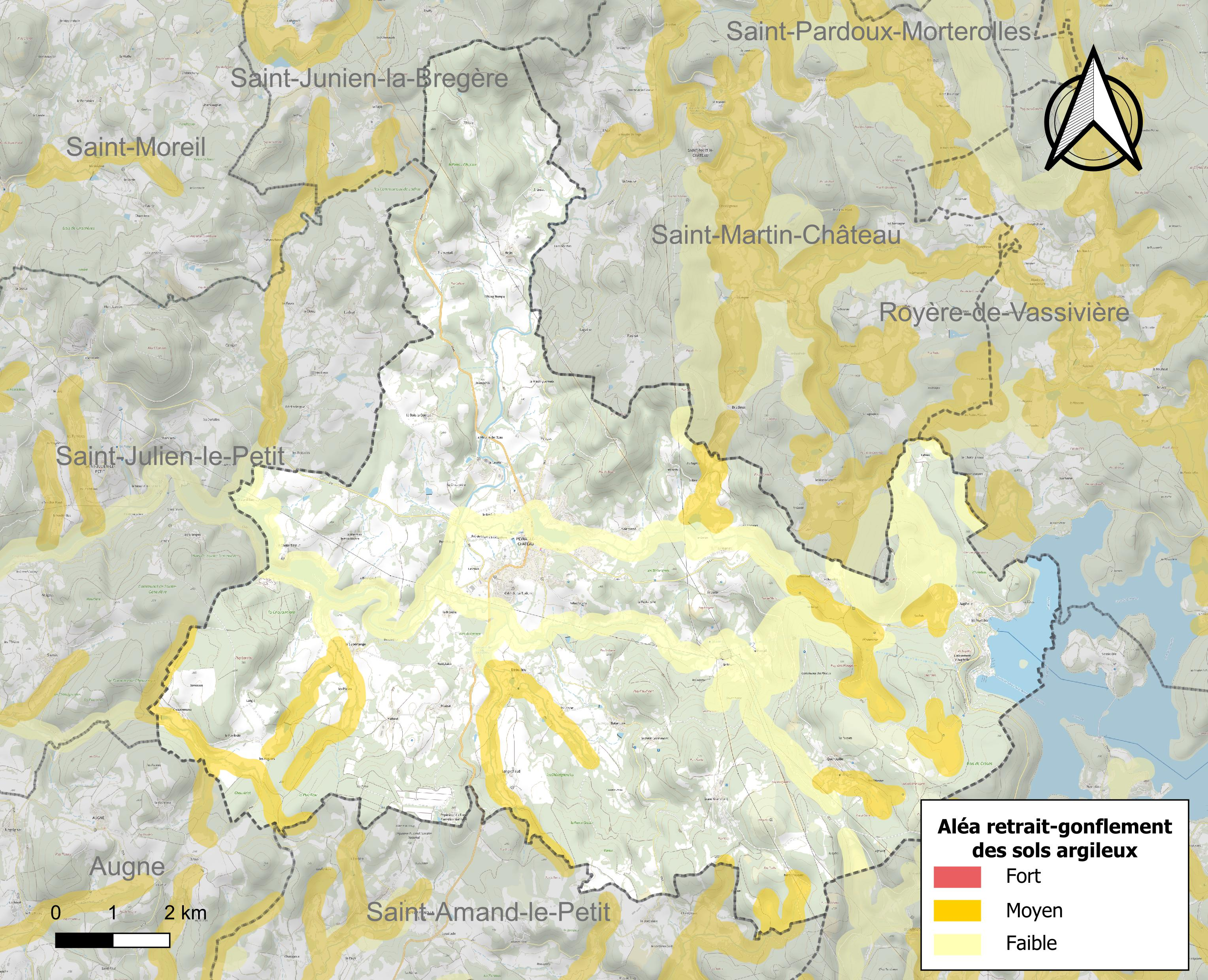
Carte des zones d'aléa retrait-gonflement des sols argileux de Peyrat-le-Château.

Le retrait-gonflement des sols argileux est susceptible d'engendrer des dommages importants aux bâtiments en cas d’alternance de périodes de sécheresse et de pluie. 9,3 % de la superficie communale est en aléa moyen ou fort (27 % au niveau départemental et 48,5 % au niveau national métropolitain). Depuis le 1er octobre 2020, en application de la loi ÉLAN, différentes contraintes s'imposent aux vendeurs, maîtres d'ouvrages ou constructeurs de biens situés dans une zone classée en aléa moyen ou fort,.
La commune a été reconnue en état de catastrophe naturelle au titre des dommages causés par les inondations et coulées de boue survenues en 1982 et 1999 et par des mouvements de terrain en 1999.

#### Risque technologique
La commune est en outre située en aval du barrage de Vassivière, un ouvrage de classe A situé dans le département de la Creuse, sur la Maulde. À ce titre elle est susceptible d’être touchée par l’onde de submersion consécutive à la rupture de cet ouvrage.

#### Risque particulier
Dans plusieurs parties du territoire national, le radon, accumulé dans certains logements ou autres locaux, peut constituer une source significative d’exposition de la population aux rayonnements ionisants. Selon la classification de 2018, la commune de Peyrat-le-Château est classée en zone 3, à savoir zone à potentiel radon significatif.

## Toponymie
En limousin son nom est Pairac lo Chasteu (graphie classique) ou Pérac lou Chateu (graphie mistralienne).

## Histoire
L’histoire de Peyrat-le-Château a sans doute débuté à l’époque gallo-romaine, comme en témoignent encore certaines voies d’accès.
Au Moyen Âge, Peyrat-le-Fort, dominé par la baronnie poitevine des Lusignan, connaît une période d’instabilité (1150 – 1450). Richard Cœur-de-Lion, Jean sans Terre, la guerre de Cent Ans… ont détruit une grande partie du patrimoine local.
Des édifices seront reconstruits : la tour Carrée (XVe siècle) et l’église dédiée à saint Martin (XIVe siècle).
Sous la Révolution, Peyrat-le-Fort devient Peyrat-la-Montagne, et est alors chef-lieu de canton. La commune absorbe celle de Beaulieu (entre 1790 et 1794). En 1801, la commune devient simple commune du nouveau canton d'Eymoutiers. La commune de Saint-Amand-le-Petit est rattachée à Peyrat-le-Château par l'ordonnance du 4 novembre 1829. Elle est rétablie par le décret du 7 août 1874. Entretemps elle a perdu deux portions de son territoire ancien. D'abord la section de Neuvialle, la partie la plus à l'est de la commune, rattachée à Nedde par l'ordonnance du 5 mars 1833 et la section de Serre, la partie la plus à l'ouest, qui elle est rattachée à Augne par la loi du 29 mai 1867.
Plus récemment, soulignons l’importance du tramway dans le développement local. La ville de Peyrat-le-Château accueille, de 1913 à 1949, la gare terminal d'une des lignes de tramway des Chemins de fer départementaux de la Haute-Vienne (CDHV). La région a également été propice au combat des maquisards pendant la Seconde Guerre mondiale La commune accueille d'ailleurs un musée de la Résistance qui retrace l’histoire de la première brigade de Marche limousine des francs tireurs partisans du colonel Georges Guingouin.
Après guerre, le projet d’aménagement hydroélectrique de la Maulde, des années 1940 et 1950, et au premier chef du lac de Vassivière, dont la commune est riveraine, a relancé l’économie locale (commerces, artisanat, tourisme…).

## Politique et administration
| Période                                  | Période  | Identité            | Étiquette | Qualité       |
| ---------------------------------------- | -------- | ------------------- | --------- | ------------- |
| Les données manquantes sont à compléter. |          |                     |           |               |
| 1971                                     | 1979     | Roger Lévêque       |           | ingénieur EDF |
| 1965                                     | 1971     | Francis Guibert     | UDR       | Médecin       |
| 1979                                     | 2001     | Denis-Jean Vialatou |           |               |
| mars 2001                                | 2008     | Jacques Szamveber   |           |               |
| mars 2008                                | 2014     | Michel Ballot       |           |               |
| mars 2014                                | mai 2020 | Stéphane Cambou     | PS        |               |
| mai 2020                                 | En cours | Dominique Baudemont | PCF       |               |

## Démographie
L'évolution du nombre d'habitants est connue à travers les recensements de la population effectués dans la commune depuis 1793. Pour les communes de moins de 10 000 habitants, une enquête de recensement portant sur toute la population est réalisée tous les cinq ans, les populations de référence des années intermédiaires étant quant à elles estimées par interpolation ou extrapolation. Pour la commune, le premier recensement exhaustif entrant dans le cadre du nouveau dispositif a été réalisé en 2007.

En 2022, la commune comptait 1 028 habitants, en évolution de +4,58 % par rapport à 2016 (Haute-Vienne : −0,68 %, France hors Mayotte : +2,11 %).
| 1793  | 1800  | 1806  | 1821  | 1831  | 1836  | 1841  | 1846  | 1851  |
| ----- | ----- | ----- | ----- | ----- | ----- | ----- | ----- | ----- |
| 1 555 | 1 667 | 2 281 | 1 716 | 2 572 | 2 638 | 2 659 | 2 860 | 2 755 |

| 1856  | 1861  | 1866  | 1872  | 1876  | 1881  | 1886  | 1891  | 1896  |
| ----- | ----- | ----- | ----- | ----- | ----- | ----- | ----- | ----- |
| 2 850 | 2 813 | 2 713 | 2 802 | 2 457 | 2 547 | 2 622 | 2 519 | 2 508 |

| 1901  | 1906  | 1911  | 1921  | 1926  | 1931  | 1936  | 1946  | 1954  |
| ----- | ----- | ----- | ----- | ----- | ----- | ----- | ----- | ----- |
| 2 534 | 2 542 | 2 544 | 2 523 | 2 533 | 2 043 | 1 935 | 1 683 | 1 686 |

| 1962  | 1968  | 1975  | 1982  | 1990  | 1999  | 2006  | 2007  | 2012 |
| ----- | ----- | ----- | ----- | ----- | ----- | ----- | ----- | ---- |
| 1 551 | 1 594 | 1 518 | 1 294 | 1 194 | 1 081 | 1 019 | 1 009 | 928  |

| 2017  | 2022  | - | - | - | - | - | - | - |
| ----- | ----- | - | - | - | - | - | - | - |
| 1 013 | 1 028 | - | - | - | - | - | - | - |

## Culture locale et patrimoine

### Lieux et monuments
- Église Sainte-Madeleine de Peyrat-le-Château, une partie daterait du Xe siècle. Elle est inscrite à l'Inventaire général du patrimoine culturel[32].
- Église Saint-Martin-et-Saint-Martial de Peyrat-le-Château. L'édifice a été inscrit au titre des monuments historiques en 1926[33].
- Le centre international d'art et du paysage de Vassivière est situé sur l'île de Vassivière du lac de Vassivière. [toutefois, cette île est située sur le territoire de la commune de Beaumont-du-Lac]
- On peut visiter le musée de la Résistance de Peyrat-le-Château, qui retrace l'histoire de la première brigade de Marche limousine des FTP du colonel Guingouin.
- La ferme des Ânes de Vassivière, à Champseau, propose des randonnées avec des ânes de bât, des séjours en yourtes et des activités pédagogiques.

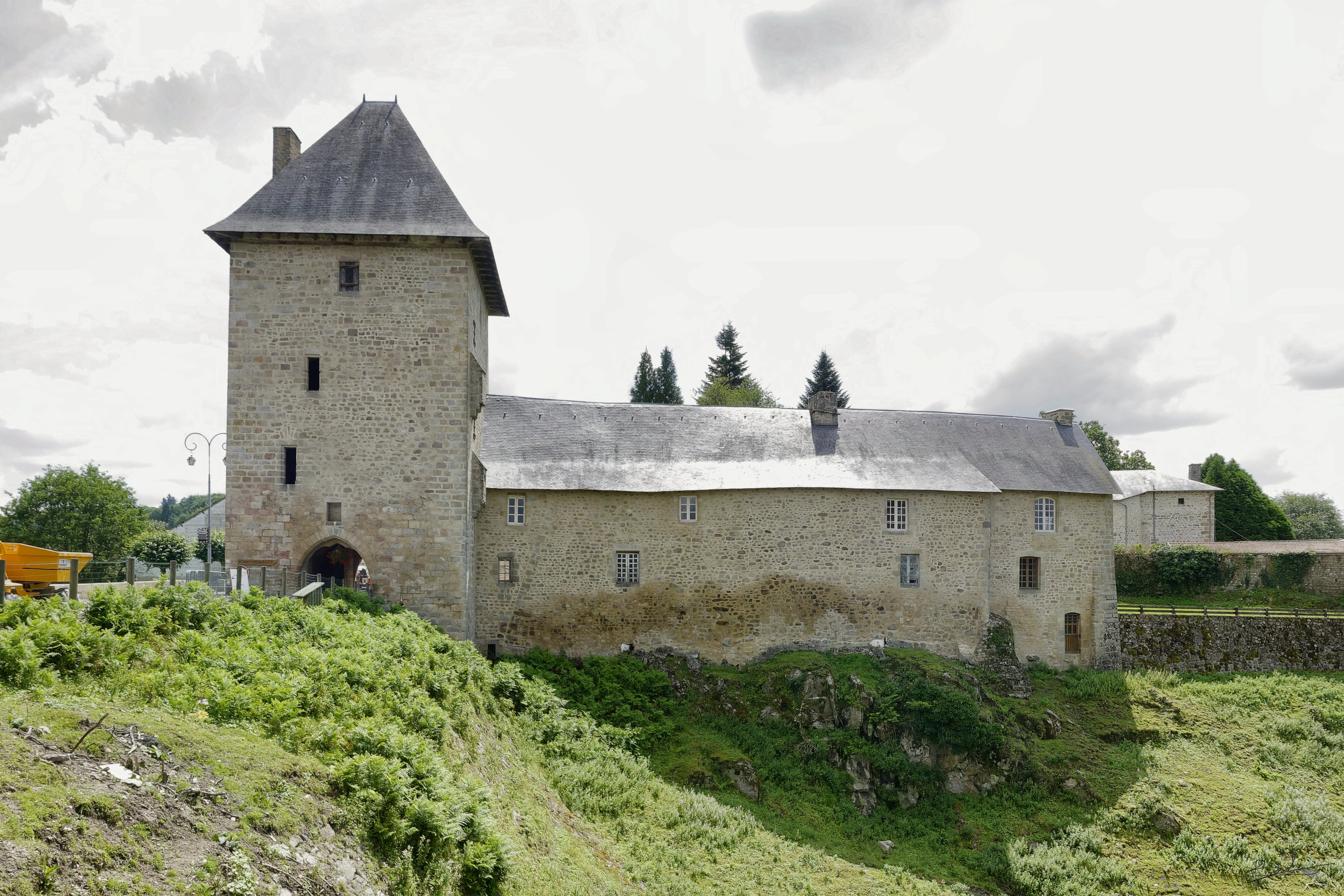
Château de Peyrat-le-Château qui abrite le musée de la Résistance.

### Personnalités liées à la commune
- Jules Fraisseix, né le 12 juillet 1872 à Peyrat-le-Château et mort le 1er novembre 1952 à Eymoutiers, médecin, député puis sénateur de la Haute-Vienne.
- Gilles Lalay, né le 21 mars 1962  à Peyrat, pilote moto, vainqueur du Rallye Dakar 1989, décédé sur le rallye Paris-Le Cap le 7 janvier 1992[34].
- Raoul Hausmann (1886-1971)[35], artiste peintre et photographe autrichien, membre du mouvement Dada, fuyant le nazisme, était réfugié à Peyrat pendant la Seconde Guerre mondiale.
- Raymond Poulidor dit « Poupou », né le 15 avril 1936 / 13 novembre 2019, coureur cycliste français. Il s'est fait connaitre dans les années 1950 au Grand prix cycliste de Peyrat.

### Peyrat-le-Château et le cinéma
- Le film C'est pas ma faute ! avec notamment Thierry Lhermitte, Martin Lamotte et Arielle Dombasle a été tourné en 1998 à Peyrat-le-Château, en grande partie sur la plage d'Auphelle et l'ile de Vassivière.
- Dans le film Safari (2009), d'Olivier Baroux, avec Kad Merad comme acteur principal, la commune est citée, un des touristes vient de Peyrat-le-Château.

### Héraldique
| Blason de Peyrat-le-Château | Blason  | D'azur à deux chevrons ondés d'or, enté ondé en pointe du même chargé d'une tour d'azur ouverte et ajourée de trois pièces rangées en barre à dextre d'or; à la filière d'or. |
| Blason de Peyrat-le-Château | Détails | Le statut officiel du blason reste à déterminer. |

## Pour approfondir